# Josef Theodor Hansen
Pour les articles homonymes, voir Hansen.
Josef Theodor Hansen (1848-1912) est un peintre et illustrateur danois.

## Biographie
Josef Theodor Hansen est né le 4 janvier 1848 à Randers, ville portuaire du Danemark, de Thomas Hansen (1816-1877) et Esther David Josephsen (1808-1849),. Il apprend les bases de la peinture chez son oncle, le maître peintre Lindstrøm.
Il étudie à l'Académie royale des beaux-arts du Danemark entre 1869 et 1876. En 1881, il étudie aux côtés de Léon Bonnat à Paris. Il se spécialise dans la peinture d'architecture, représentant de nombreux monuments historiques et réalisant des peintures d'intérieurs. Dans les années qui suivent, il voyage en Italie et en Grèce.
Il expose à l'Exposition Universelle de 1889 à Paris et à l'Exposition universelle de 1893 à Chicago.
Il meurt le 20 octobre 1912 et est enterré à Copenhague.

### Vie privée
En 1873, il épouse Anna Marie Kirstine Thygesen (1852-1875).

## Galerie

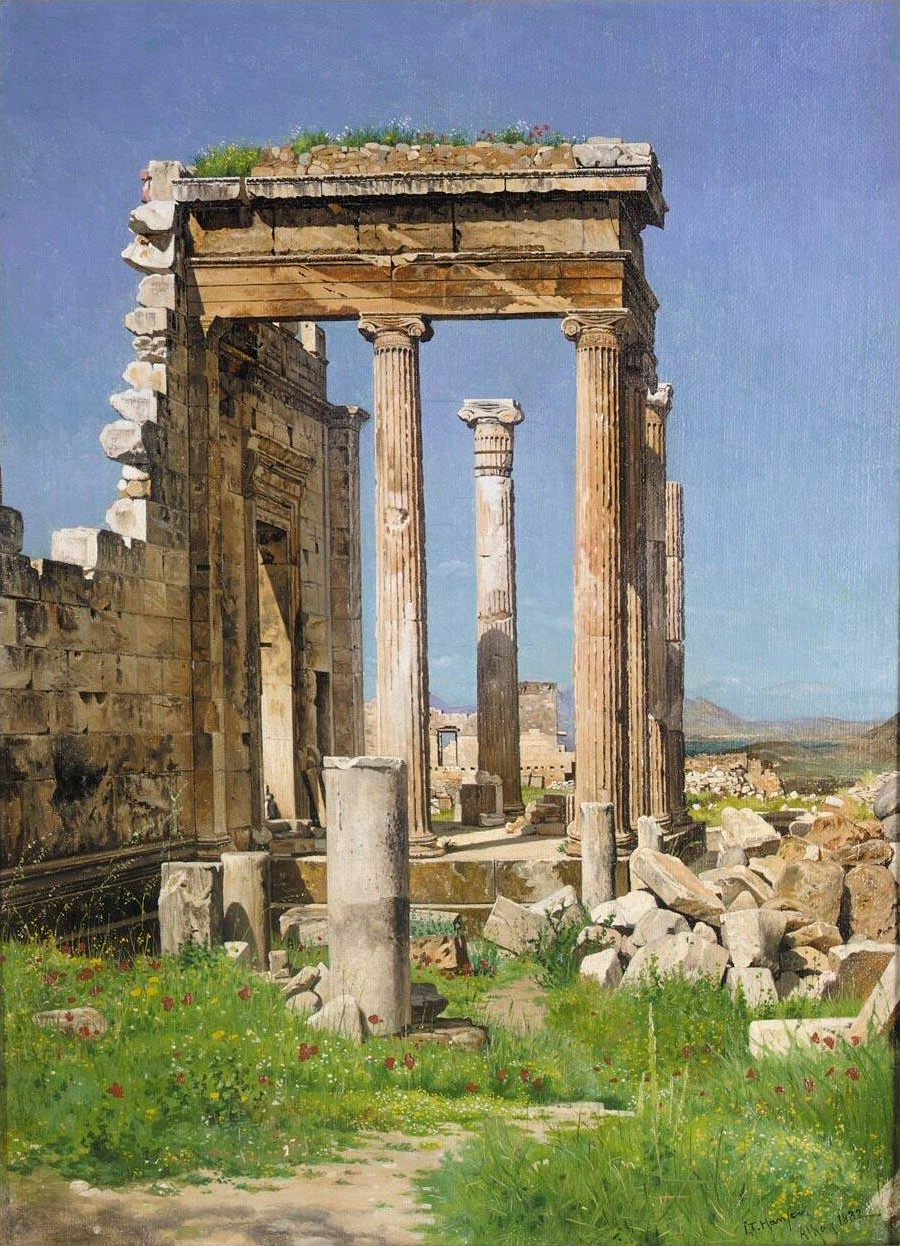
L’Érechthéion (1882)
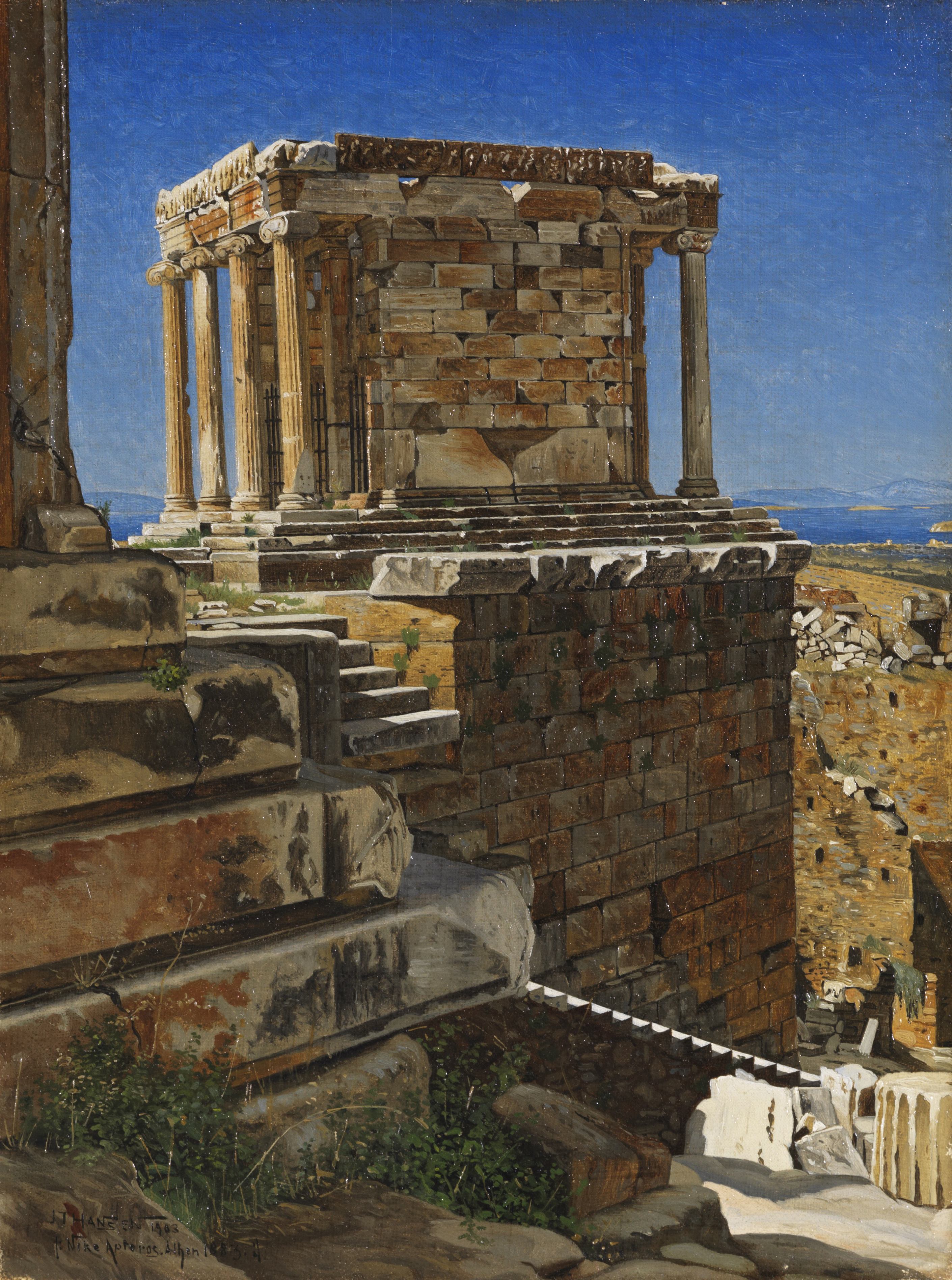
Temple d'Athéna Nikè (1883).
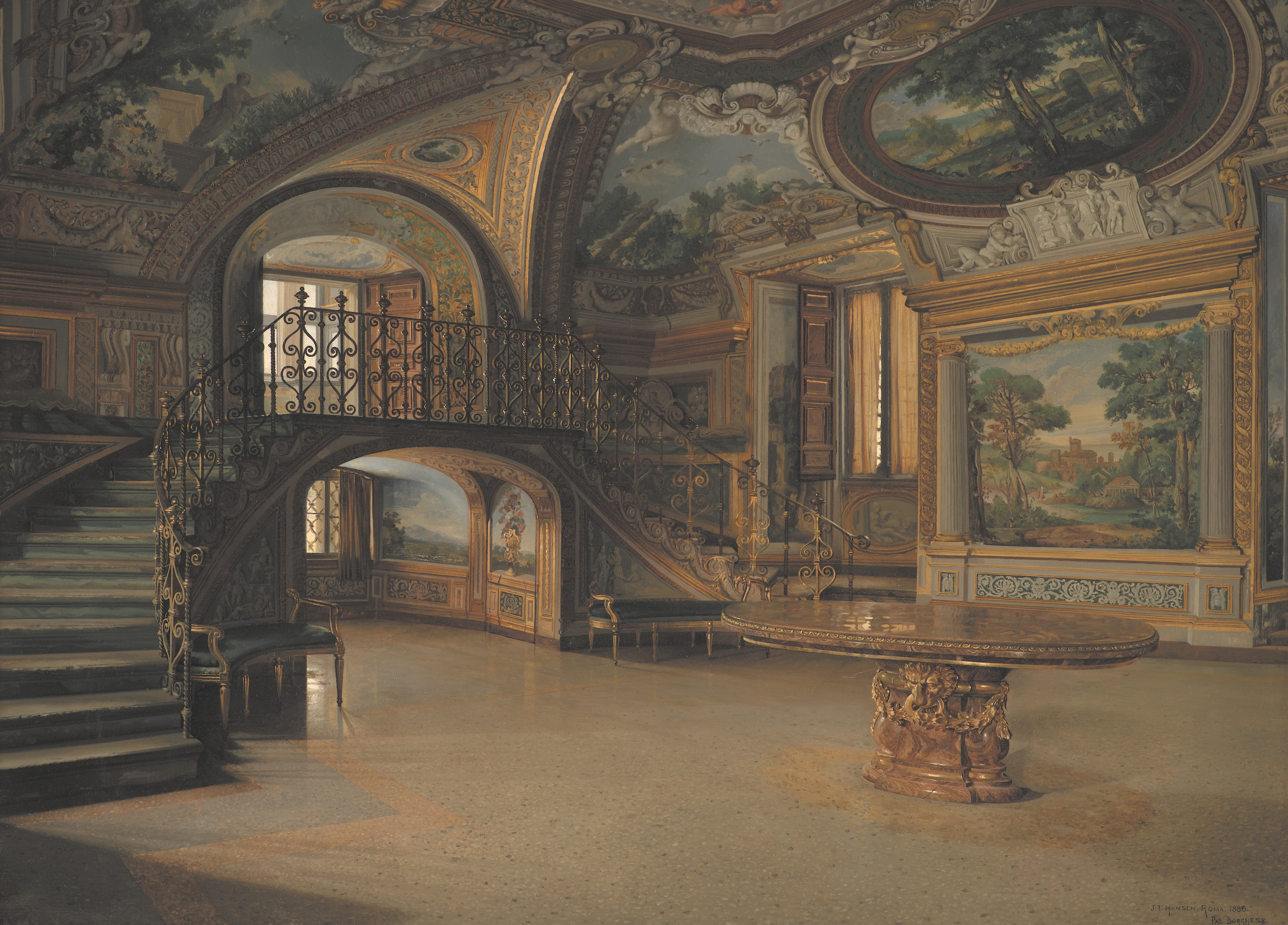
Palais Borghèse (1886).
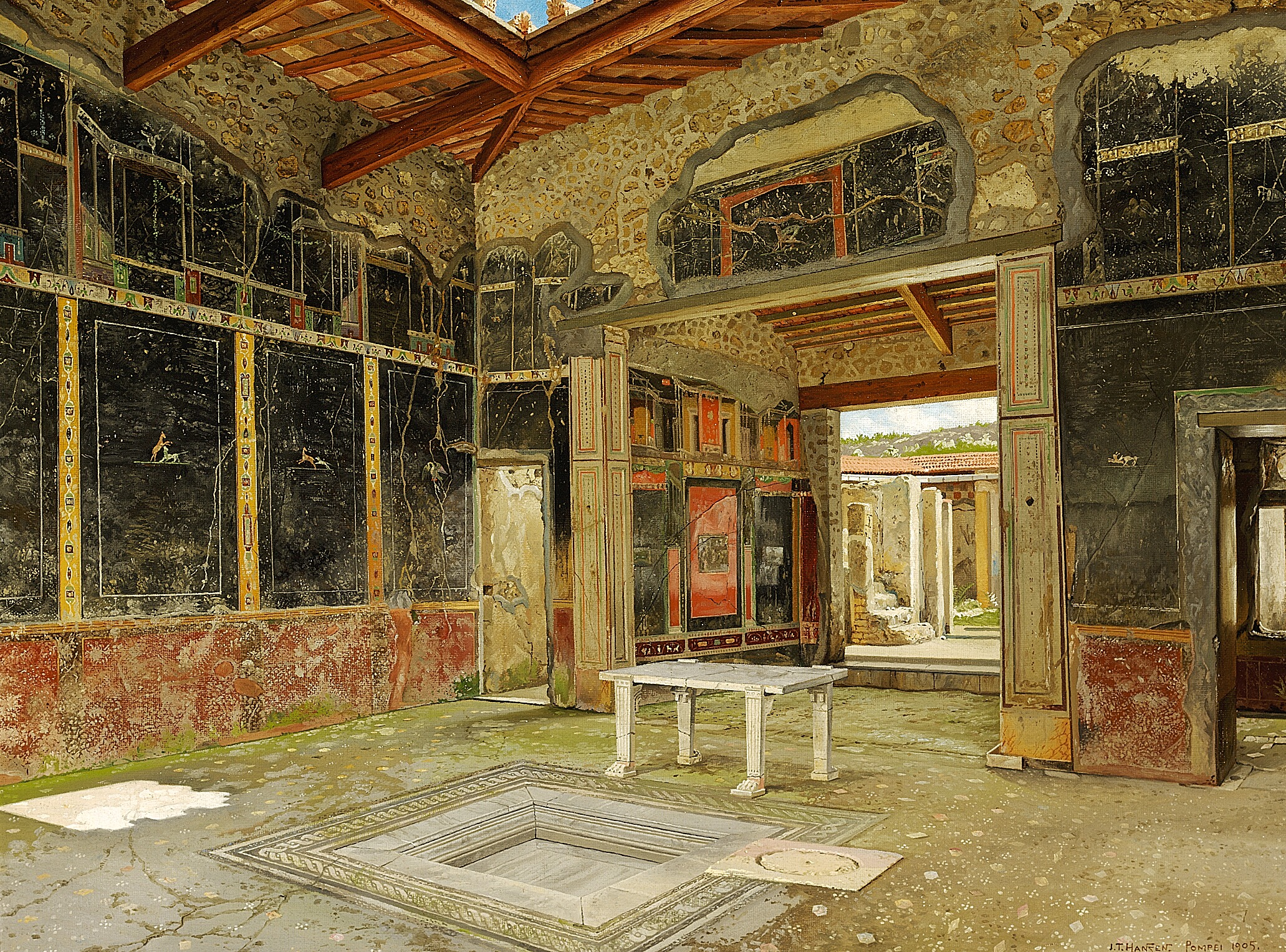
Maison de Marco Lucrezio Frontone, à Pompéi (1905).
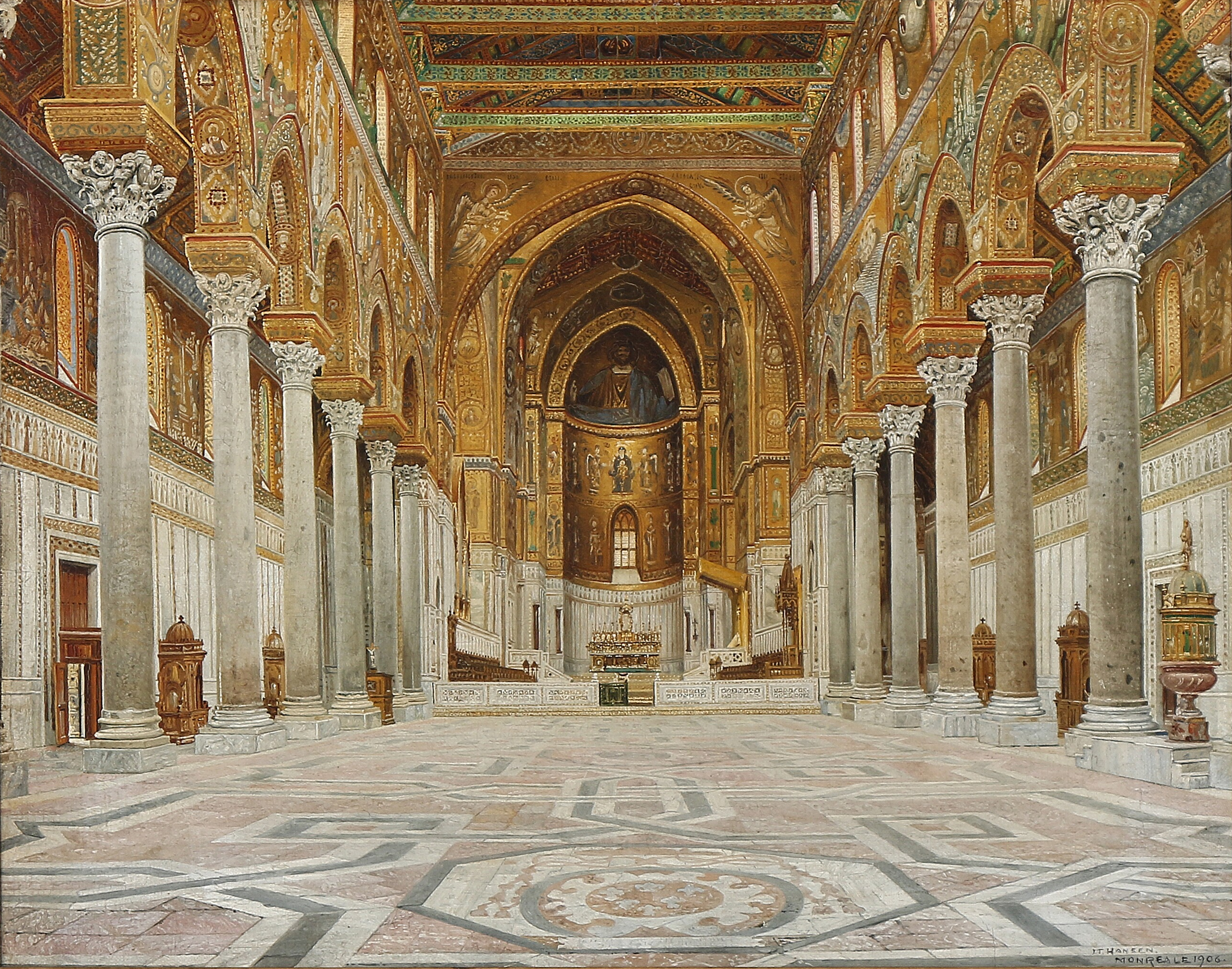
Cathédrale de Monreale (1906).
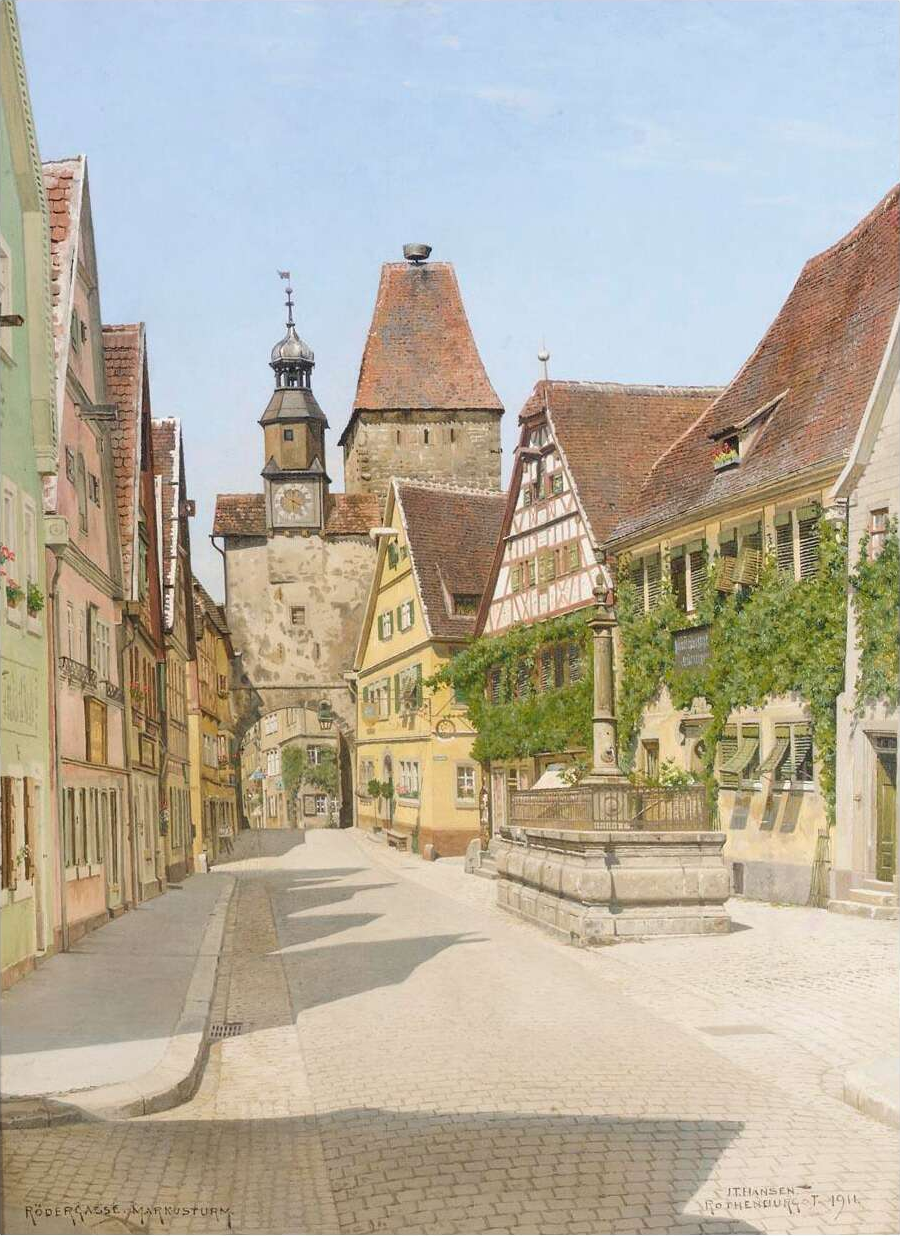
Rothenburg ob der Tauber (1911).